# 2012年1月臺灣
| << | 2012年1月 （民國101年） | >> |    |    |    |    |
| \| 日 \| 一 \| 二 \| 三 \| 四 \| 五 \| 六 \| \| 1 \| 2 \| 3 \| 4 \| 5 \| 6 \| 7 \| \| 8 \| 9 \| 10 \| 11 \| 12 \| 13 \| 14 \| \| 15 \| 16 \| 17 \| 18 \| 19 \| 20 \| 21 \| \| 22 \| 23 \| 24 \| 25 \| 26 \| 27 \| 28 \| \| 29 \| 30 \| 31 \| \| \| \| \| \| \| \| \| \| \| \| \| |                         |    |    |    |    |    |
| 臺灣新聞動態／維基新聞 |                         |    |    |    |    |    |
| 世界／中国大陆／臺灣 |                         |    |    |    |    |    |
| 日 | 一                      | 二 | 三 | 四 | 五 | 六 |
| 1 | 2                       | 3  | 4  | 5  | 6  | 7  |
| 8 | 9                       | 10 | 11 | 12 | 13 | 14 |
| 15 | 16                      | 17 | 18 | 19 | 20 | 21 |
| 22 | 23                      | 24 | 25 | 26 | 27 | 28 |
| 29 | 30                      | 31 |    |    |    |    |
| |                         |    |    |    |    |    |

## 1月1日
- 中華民國行政院新組織架構開始運作，其中共設14部；採逐步分階段方式上路。是日實施的部會有法務部、客家委員會、中央銀行、中央選舉委員會和國立故宮博物院。
- 「2012台北最HIGH新年城」跨年晚會由侯佩岑、浩角翔起搭檔，眾星雲集，且與全球最大影音網站YouTube合作，首次全球Live轉播，跨年重頭戲的台北101大樓跨年煙火，今年以202秒時間發射3萬發，分為18個項目呈現，煙火造型有噴泉、飛珠、花束、大理花束、燈籠，煙火施放完畢後，最後秀在大樓上的字樣，是配合著2顆愛心圖案的「101 TAIWAN」！聯合新聞網自由電子報[]TVBS （页面存档备份，存于）YouTube（页面存档备份，存于）
- 2012年全國最早曙光，將在元旦早上6點33分，出現在蘭嶼，本島則是屏東墾丁及臺東三仙台，時間都是6點35分；而告別2011年，國內最後一道落日，在傍晚5點29分落在金門。TVBS（页面存档备份，存于）
- 國稅局去年清查全台知名的連鎖餐飲，網路人氣商店，緊盯名店，輔導業者開發票，從萬華知名魷魚羹7月實施開發票，接著人氣豆漿店11月跟進，今天元旦大直知名鹽酥雞店，年營收高達近2千萬，被國稅局鎖定也要開發票，國稅局表示，今年輔導重點還有台大商圈的知名冰店。TVBS（页面存档备份，存于）

## 1月2日
- 台灣企銀3名行員今天上午前往苗栗縣一家餐廳收取營業款項，回程途中遭3名歹徒開車持槍劫走新台幣127萬元，警方初步調查，取款行員駕駛的車輛並非顯眼的運鈔車，而是一般租賃轎車，懷疑歹徒熟知雙方運作模式，不排除內神通外鬼，歹徒犯案車輛已在南投尋獲。華視（页面存档备份，存于）自由電子報[]中央社
- 勞委會今天公布事業單位實施無薪休假累計資料，截至民國100年12月31日止，共109家企業、通報人數1萬3034人，實際實施人數1萬2487人。中央社
- 2012年台股開紅盤首日出師不利，在量能再度急凍下，指數開平走低，重挫119.87點，收6952.21點，失守7000點關卡。中央通訊社[]蘋果日報
- 雙北市長郝龍斌及朱立倫今日正式宣布台北捷運新莊線大橋頭站至輔大站1月5日下午2點正式通車，並開放民眾免費試乘1個月。ETtoday （页面存档备份，存于）今日新聞網（页面存档备份，存于）

## 1月3日
- 台南中山高新營交流道附近下午傳出重大車禍！一台廂型車因爆胎停在路邊，請拖吊車協助處理時，遭一台疑似爆胎失控的拖板車衝撞，造成3人死亡、還有4人受傷送醫。TVBS（页面存档备份，存于）中時電子報[]
- 團體「小象隊」團員霍小胖（本名霍秀貞）2日在睡夢中過世，享年44歲。ETtoday（页面存档备份，存于）今日新聞網（页面存档备份，存于）
- 帽子歌后鳳飛飛因肺癌於香港病逝，享年60歲。中時電子報中央日報

## 1月4日
- 上市建商興富發董事長鄭欽天3日在年終尾牙時表示，旗下大台北地區的建案房價將降價15%到25%，對此，學者認為，建商下修房價是市場所趨，也將引發骨牌效應，估計近2年大台北地區的房價將至少下跌3成。蘋果日報中央廣播電臺

## 1月5日
- 2名來自台灣的女學生林芷瀅、朱立婕今天上午在東京台東區被發現在宿舍遭到殺害身亡，涉有重嫌的台灣籍張志揚於9日在名古屋被日本警方逮捕後自殺身亡。TVBS（页面存档备份，存于）中央社新聞網１２３
- 興建長達11年的台北捷運新莊線，第一階段的大橋頭站－輔大站路段正式通車。蕃薯藤新聞─中央社１（页面存档备份，存于）２（页面存档备份，存于）３（页面存档备份，存于）自由時報

## 1月6日
- 前總統陳水扁岳母吳王霞去年12月31日去世，今天陳水扁回台南奔喪，他披麻一路跪爬到岳母靈前，在祭文中自責女婿不孝，只能在頭七祭拜岳母。中央社新聞網中時電子報
- 2012總統大選最後一場總統候選人電視政見發表會今晚八點登場，由中視轉播。中央廣播電臺自由電子報
- 罹患下咽癌與胃賁門腫瘤的資深閩南語演員卓勝利，凌晨在睡夢中病逝，享年62歲。中央社新聞網PChome新聞[永久]

## 1月7日
- 今年各縣市土地公告現值均已公布，全國平均調漲8.65%，創1996年以來，近17年新高，調漲幅度最高的前三縣市分別為：金門縣(47.17%)、新竹市(23.49%)及台中市(15.7%)。鉅亨網自由時報（页面存档备份，存于）
- 大樂透頭獎連槓11期之後，終於在高雄鳳山的一間彩券行開出頭獎，獎金6.4億，由一人獨得，創下台彩史上大樂透頭獎單注金額第三高的紀錄。自由時報（页面存档备份，存于）

## 1月9日
- 花蓮今天中午過後發生5起淺層地震，芮氏規模最大4.4，震度最大4級，氣象局地震測報中心說，花蓮原本地震就多，規模4的地震，對當地許多民眾來說很平常。中央社新聞網聯合新聞網[]

## 1月10日
- 交通部觀光局表示，2011年來台灣旅遊總人數已達608萬7484人，與2010年相比成長9.34%之幅，2011年12月創下歷年來單月新高紀綠。鉅亨網（页面存档备份，存于）

## 1月12日
- 美國傳統基金會與「華爾街日報」今天公布「2012全球經濟自由度指數」排名，台灣的經濟自由度大幅跳升7位，躍居第18名，創歷年來最佳，並肯定「兩岸經濟協議（ECFA）」對台灣經濟的貢獻。聯合理財網中時電子報[]

## 1月13日
- 由李政育中醫師主持協調張成富博士、陳怡伶博士、何秀琴博士，共同進行研發「誘導腦神經細胞增生之醫藥組成物，其醫藥萃取物及其製造方法」，已順利於民國100年11月22日取得美國專利證書，這個「誘導腦神經細胞增生」的中藥材，是世界腦神經醫學界第一次大突破，對人類最大的貢獻就是能治療關於腦部的所有疾病，只要關於腦部的任何細胞，都能以中藥處方促進新生、再生，治療腦細胞凋亡。中時電子報
- 《勞基法》規定的春節假期為農曆除夕到大年初三，勞工享有薪水休假，如果得上班，雇主得依法支付加倍薪資，領時薪的打工族同樣享有這樣的規定。TVBS（页面存档备份，存于）蘋果日報
- 消基會今公布世界各國寬頻費率及速度，台灣平均下載速度為13Mbps，上傳為2.7Mbps，遠不及全球寬頻服務平均下載速率的37.5Mbps，在全球35個國家裡排名倒數第四，但寬頻網路收費居世界第二高。自由電子報HiNet新聞（页面存档备份，存于）

## 1月14日
- 2012總統大選結果揭曉，國民黨的馬吳配得票率51.6%，擊敗民進黨英嘉配的45.63%、親民黨的宋林配的2.77%，馬英九以過半選票順利連任；民進黨確定敗選後，蔡英文在副手蘇嘉全陪同下召開國際記者會，向支持者致歉，並表示面對敗選她會一肩扛起責任，即刻起宣布辭去民進黨主席職務。中時電子報[]ETtoday（页面存档备份，存于）
- 2012立委選舉結果揭曉，國民黨在113席的立委席次中拿下了64席、民進黨拿下40席、台聯和親民黨各拿下3席、無盟2席、無黨籍1席，台聯和親民黨重返立院並達到「籌組黨團」的門檻；民進黨的席次比上一屆大幅成長；國民黨則保住席次過半數（57席）的地位。中時電子報１[]２[]

## 1月15日
- 台灣撞球好手吳珈慶入籍中國後，因離台之前尚未服兵役，昨天趕在1月15日移送期限內返台處理兵役問題。中時電子報[]自由電子報

## 1月16日
- 義大利郵輪「歌詩達協和號」14日在地中海翻覆，船上的13名台灣旅客平安無事，今天搭機返台。中央廣播電臺中時電子報

## 1月17日
- 桃園縣楊梅市發生臺鐵埔心平交道事故，台鐵太魯閣列車於17日上午8:44分，行經埔心楊梅路段時，一台聯結車卡在平交道上，時速高達100公里太魯閣號，煞車不及撞上，造成1死22傷，列車駕駛傷重不治。價值新台幣五千萬的車頭幾乎全毀，太魯閣號從此六缺一。自由時報 2

## 1月18日
- 今天是台股兔年封關日，加權股價指數終場上漲12.61點，收在7233.69點，成交值新台幣1126億元，小紅作收，創下連續14年封關收紅的紀錄，不過儘管兔年封關收小紅，但據統計，受到歐債風暴影響，兔年一整年台股大跌1911.66點，跌幅20.9%。中央社中時電子報[永久]
- 2012龍年台灣燈會，春節後的2月6號元宵節，將在彰化縣鹿港鎮正式點燈登場，龍年主燈「龍翔霞蔚」，號稱是有史以來體積最大，重達40公噸，使用超過20萬顆的節能LED燈打造，非常壯觀，預估會吸引超過40萬名遊客前往參觀，燈會現場還會準備8萬組小提燈，免費發送給民眾。中時電子報華視新聞（页面存档备份，存于）

## 1月19日
- 立法院在國民黨的主導下，加開臨時會，其問題是違反看守期不通過爭議法案的慣例，不尊重新民意；通過的法案中，被批評的有放寬所有外勞居留年限的法案，這將會衝擊台灣受顧者權益及提高失業率，好消息是黑金放生法案並未處理。中央社中央廣播電台
- 在美國遭養父母虐待的台籍女子何曉鳳，今天在美國律師、社工人員以及友人陪同下，從松山機場搭機抵達臺東，與18年沒有相見的家人重逢。蘋果日報中央廣播電台１２
- 金门竖立六四民主女神像计划生变，大选前创作者陈维明被警方关切行踪。BBC（页面存档备份，存于）美国之音（页面存档备份，存于）

## 1月20日
- 兔年外匯市場今天封關，新台幣兌美元匯率以29.99元兌1美元作收，小貶4.9分，統計兔年全年新台幣貶值7.9角，貶幅2.71%。中時電子報[永久] 自由電子報
- 阿里山森林鐵路神木線去年發生樹木倒伏，斷裂的枝幹擊中行駛中的小火車，造成火車翻覆及5人死亡、113人受傷的慘劇，神木線在事故發生後停駛8個多月，今天恢復行駛，為了防止再有樹木墜落，影響行車安全，林務局也在沿路加裝防墜落措施，並且延長月台長度，甚至原本一節車廂可載84人，現在也改成限乘70人。中央社TVBS（页面存档备份，存于）
- 司法院大法官會議今天作出第696號解釋，認為現行所得稅法第十五條，有關夫妻「非薪資所得」須強制合併計算報稅，比單獨計算稅額的稅負還重，違反平等原則，應自釋憲公布日起最遲2年失效。中央社中時電子報[]

## 1月21日
- 國道高速公路局表示，今天春節連續假期首日，也是小年夜，交通部公訴公路局統計，今天凌晨0時至7時由於國道實施暫停收費，所以共有約35萬輛次的車輛開上高速公路，約是周休二日（15萬輛次）的2.3倍，顯示不少用路人利用暫停收費時段提前出發。聯合新聞網 MSN新聞

## 1月22日
- 總統馬英九今天發表除夕談話，認為台灣已走到脫胎換骨的階段，政府提出的「黃金十年」願景，就是要把中華民國打造成世界一流國家，「台灣轉型的大時代，現在開始了」。 中央社蕃薯藤新聞（页面存档备份，存于）

## 1月23日
- 大年初一搶頭香，已成為全台各地知名廟宇的習俗，參與的信眾認為搶得頭香，不只代表一整年將有好運氣，還能讓家庭成員平安、健康賺大錢，熱門廟宇有台北行天宮、台中大甲鎮瀾宮、高雄三鳳宮、嘉義新港奉天宮、彰化南瑤宮。TVBS （页面存档备份，存于）中時電子報１２[永久]民視Archive.today的存檔，存档日期2013-04-18 中央社自由電子報

## 1月25日
- 設在巴黎的無國界記者組織（Reporters Sans Frontieres）今天公布2011年全球新聞自由評比，台灣從2010年的排名48上升到45，也是連續兩年排名上升。中央社中央網路報

## 1月26日
- 「2012新北市平溪天燈節」今天起熱鬧登場，今年以「夢想＋1 希望無限」為活動主軸。中央社中時電子報（页面存档备份，存于）
- 柏林影展官方於24日傍晚宣布，鈕承澤的電影作品「愛」入圍柏林影展「電影大觀」單元，這是繼2010年「艋舺」之後，他的作品再次入圍柏林影展。中央社ETtoday

## 1月27日
- 手機可當信用卡，行動支付商機今年漸趨成熟，5大電信公司合資TSM公司，扮演信用卡、悠遊卡及電信SIM卡三卡合一公正認證平台，以手持裝置電子錢包搶攻行動支付市場，積極整合盼今年推出。中央社

## 1月28日
- 金管會表示民眾透過ATM轉帳若發生轉錯帳情形，轉出銀行必須通知轉入銀行，並將處理情形告知當事人，預計2月中上路。中央社
- 金管會調高強制汽車險責任保險的死亡保險金額，由現行每位受害人160萬元調高到200萬元，自3月1日開始實施。中央社

## 1月29日
- 台灣無線電視將於7月起全面數位化，但多數民眾不必擔心，NCC表示，原本收看有線電視、衛星電視、中華電信MOD、網路電視或已收看數位電視的民眾不受影響。中央社

## 1月30日
- 今日為龍年股匯市新春開紅盤日，加上「財經內閣」成形的加持，台股指數開高走高，終場收在7407.41點，大漲173.72點，站上7400點整數關卡；新台幣兌美元匯率今天在台股大漲帶動下走升，終場收29.786元，升2.04角。中央社１２
- 行政院主計處新聞稿發布指出，民國100年（2011年）十二月份人力資源調查統計結果，十二月失業率為4.18%，較上月下降0.10個百分點，較上年度十二月份下降0.49個百分點。十二月就業率，較上月上升0.02個百分點，較上年度十二月份亦增1.25個百分點。就業方向與上月比較，主要增加在服務部門（0.17%）、工業部門（0.06%）、農業部門（0.12%）。但若與上一年度同月比較，服務部門增加（1.77%）、工業部門增加（2.16%）、農業部門則減少（0.84%）。新聞稿/行政院主計處（页面存档备份，存于）

## 1月31日
- 行政院長吳敦義今天率內閣總辭，總統府下午正式發布新聞稿，宣布由行政院副院長陳冲組閣，陳冲也立刻召開記者會，宣布閣員名單。中央社TVBS（页面存档备份，存于）